# Gambias herrlandslag i fotboll
Gambias herrlandslag i fotboll  representerar Gambia i fotboll på herrsidan, och spelade sin första landskamp den 5 december 1962, då man slog Senegal med 3-2 hemma. De har aldrig nått VM men gjorde debut i Afrikanska mästerskapet 2021.

## Profiler
- Njogu Demba-Nyrén, Dalkurd FF
- Pa Dembo Tourray, Djurgårdens IF
- Kebba Ceesay, Djurgårdens IF
- Alagie Sosseh, Landskrona BoIS
- Omar Jawo, Syrianska FC
- Pa Dibba, Hammarby IF
- Seedy Bojang, Husqvarna FF